# Microsoft Lumia 532
Le Microsoft Lumia 532 est un smartphone conçu et assemblé par le constructeur Microsoft Mobile. Il fonctionne sous le système d'exploitation Windows Phone 8.1.
Il sort en janvier 2015 en remplacement du Microsoft Lumia 435, par rapport auquel il possède un meilleur appareil photo et un meilleur processeur.